# Operación Albión

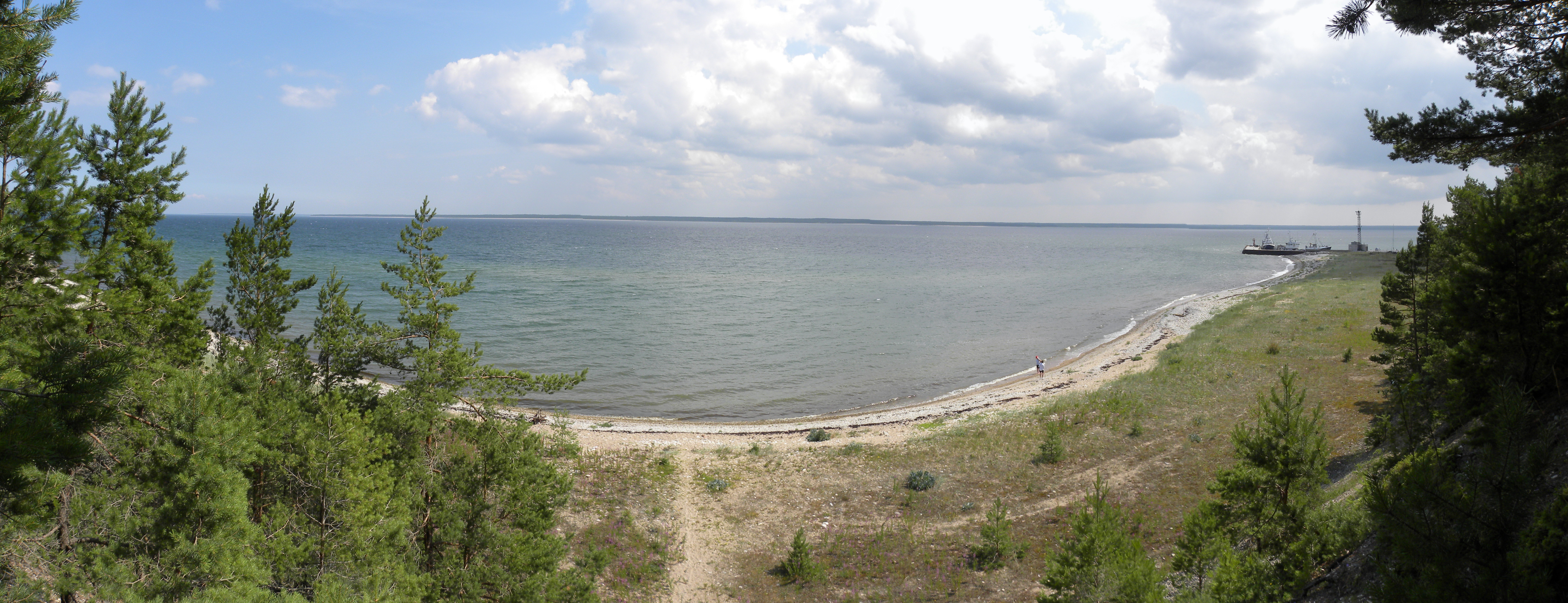
Tagalaht Bay, Saaremaa, Estonia.

La Operación Albión fue una operación militar y naval a cargo de la Marina Imperial Alemana en octubre de 1917 para invadir las islas estonias de Ösel, Dagö y Moón, que formaban parte del Imperio ruso.
La campaña en tierra empezó con el desembarco en la bahía de Tagga, en Ösel, el 11 de octubre, y terminó el 23 de octubre de 1917 con la batalla de Moón, con lo que la Flota Imperial Rusa se retiró al golfo de Finlandia. 
Aunque esta operación no hundió muchas naves en las dos flotas, marcó el punto para la independencia de Estonia, la conquista completa del golfo de Riga y parte también de la independencia finlandesa, además de un movimiento alemán llamado vuelta a casa, en la cual los alemanes planteaban que ese era su territorio, remontándose a la Orden Teutónica. 

## Motivos
En 1917, con la Guerra civil en Rusia, el ejército desmoralizado y los alemanes avanzando a pasos agigantados, el Alto Mando Alemán esperaba que en el caos de la revolución estancara la ofensiva rusa y el sitio de Riga, pero se llevaron una agria decepción. Los rusos, como siempre, peleaban hasta el último aliento y mostraban desinterés en los tratados de paz y las negociaciones. Por ello el Alto Mando decidió avanzar al este, y uno de sus puntos estratégicos eran las islas estonas del Báltico. 
El gran almirante Príncipe Enrique y sus ejércitos recibieron la orden de conquistar las islas del Báltico, que dominaban el golfo de Riga. Desde la entrada al golfo en 1915, el comando báltico se planteó la invasión de estas islas como base para cualquier operación futura. Cuando se notó que había fuerzas insuficientes para realizar la tarea, el Príncipe Enrique remarcó con reticencia el minado estratégico en las islas de Ösel y Dagö que tenían una gran importancia en la minería. Con las islas en poder ruso, su aún poderosa flota del Báltico podía atacar a los alemanes en el golfo de Riga y amenazar la retaguardia alemana a punto de atacar Estonia por la costa de Curlandia o bien bombardear posiciones de la costa alemana.

## La flota rusa

Bandera de la Flota rusa del Báltico.

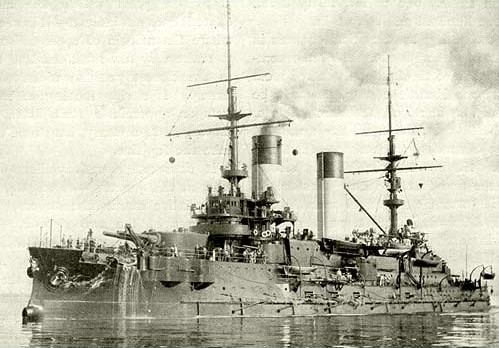
Barco de la clase usada en la Primera Guerra Mundial: clase Oriol.

Después de la gran pérdida en la Guerra Ruso-Japonesa, la Marina Rusa pasó de ser la tercera más poderosa del mundo a ser la sexta. El zar Nicolás II de Rusia creó un Ministerio Naval y un Personal General Naval en 1906, pero después la Duma canceló un gran programa de expansión. La Crisis Bosnia de 1909 forzó a idear los nuevos cruceros de la clase Gangut, que pronto formarían la Flota del Báltico. El empeoramiento de las relaciones con el Imperio otomano significó que los navíos no sólo se destinaron al mar Báltico, sino también a la Flota del mar Negro, incluyendo los poderosos acorazados de la clase Emperatriz María. Esto contribuyó a renovar la devastada flota, pero todavía era superada por las demás potencias.

## La flota alemana

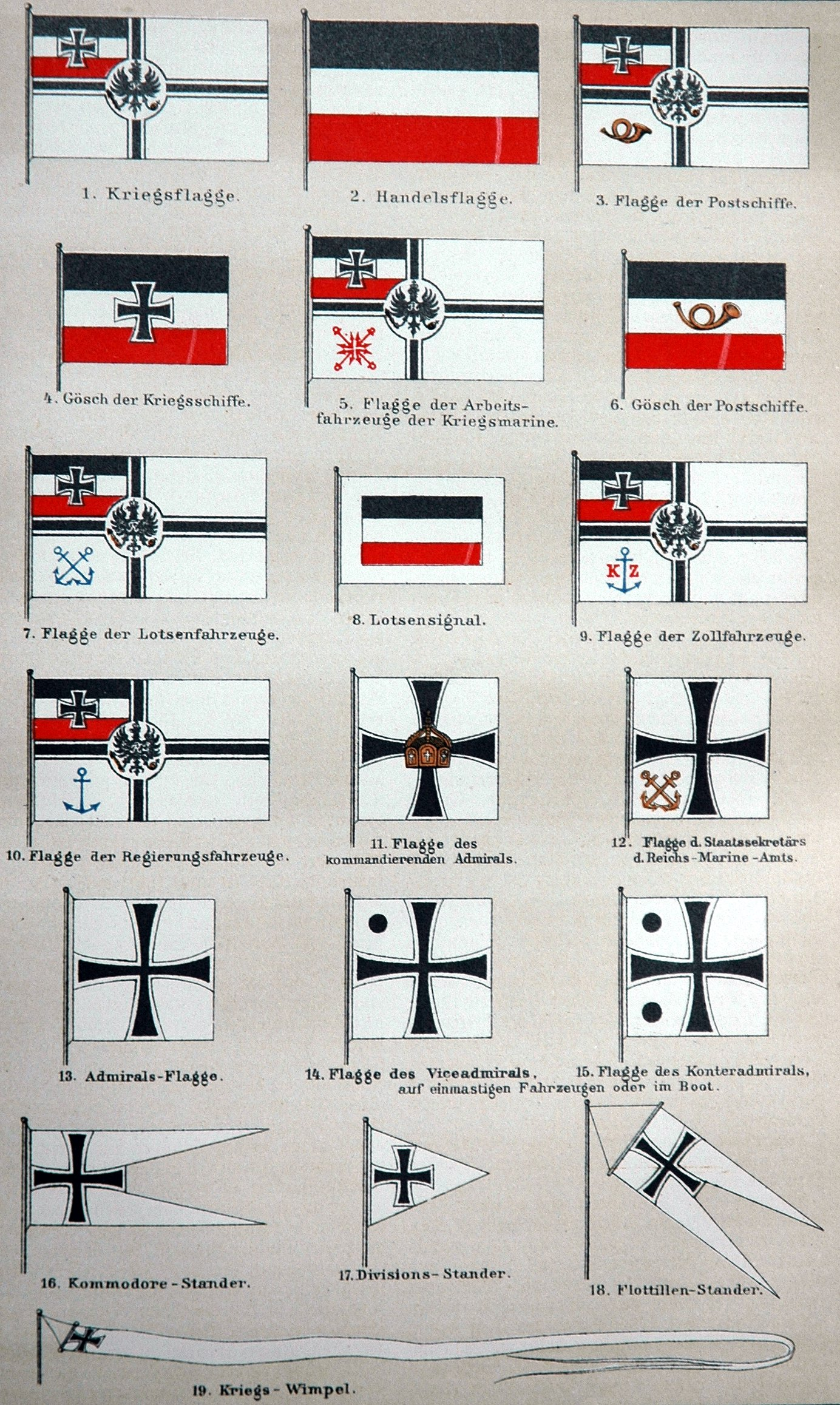
Imagen de las banderas alemanas para la marina

La Primera Guerra Mundial reveló rápidamente los errores conceptuales de la marina de guerra alemana. Gran Bretaña impuso un bloqueo contra el Reich alemán y libró batallas fuera del alcance de la flota de altamar. Las batallas marinas de la Primera Guerra Mundial (entre otras la batalla del Banco Dogger y la batalla de Jutlandia) no tenían por lo tanto un significado crucial. En ese momento, la Marina Alemana se había dividido en dos frentes, uno en el mar del Norte para bloquear a Gran Bretaña y el otro en el Báltico para apoyar a las tropas en su avance hacia Rusia. Aunque la Marina Alemana en esa época era una de las más fuertes, modernas y numerosas de Europa, la mayor parte de los barcos estaban concebidos para batallas de ultramar, así que no eran tan efectivos para los combates cerca de la costa. Los alemanes usaban códigos muy difíciles de descifrar, pero la ventaja acabó cuando los rusos e ingleses capturaron en agosto de 1914 un libro de códigos, debido a lo cual el avance en el Báltico no fue tan rápido como esperaban los estrategas y militares alemanes.

## Naves mayores
Estas naves fueron las claves del combate y de la batalla de Moón.

### Rusas
El Slava y el Tsesarévich fueron dos acorazados rusos construidos entre 1902 y 1904, diseñados para la Guerra Ruso-Japonesa. Figuraban entre los cinco únicos que sobrevivieron a esta calamidad. En la Operación Albión fueron las naves más potentes que participaron en la batalla del estrecho de Moón, pero el Slava recibió daños mayores.

### Alemanas
Construidas y botadas entre 1911 y 1913, el SMS König, pero en especial el SMS Kronprinz Wilhelm eran dos de las más poderosas naves de la marina alemana. Ambas tomaron parte en la batalla de Jutlandia, y en la batalla de Moón fueron la clave instrumental para la victoria alemana. Además causaron la Operación rompehielos para trasladar la flota rusa a Kronstadt.